# Парастаєв Сергій Володимирович
Сергій Володимирович Парастаєв (нар. 26 вересня 1961, Руставі, Грузинська РСР) — радянський та український футболіст, нападник, а згодом — півзахисник.

## Життєпис
Народився в Руставі, потім з сім'єю переїхав до Кривого Рогу, а потім — у смт Усть-Нера (Якутія), де розпочав займатися футболом. З 16 років навчався в СДЮШОР ДСТ «Трудові резерви» в Москві. Першою дорослою командою Сергія став «Торпедо» (Кокшетау). Надалі виступав у командах «Манометр» (Томськ) та «Металург» (Магнітогорськ). У 1986 році за рекомендацією тренера Миколи Павлова був запрошений до клубу вищої ліги — дніпропетровський «Дніпро». Виступав у команді дублерів. У першій команді зіграв єдиний матч проти московського «Динамо». Не бачачи гравця в складі своєї команди, тренер «Дніпра» Євген Кучеревський порадив Парастаєву перейти в свою колишню команду — миколаївський «Суднобудівник». З команди другої ліги через два роки Сергій перебрався в першу, спочатку в кемеровський «Кузбас», а потім на запрошення Валерія Газзаєва — в орджонікідзевський «Спартак». У 1989 році повернувся в «Суднобудівник», в складі якого провів в лінії нападу, а потім півзахисту, 152 поєдинки, забив 12 м'ячів.
Після розпаду СРСР в 1992 році зіграв 3 матчі у вищій лізі чемпіонату України за «Ниву» (Вінниця) і 2 в першій лізі за «Полісся» (Житомир), після чого завершив кар'єру через розрив зв'язок ахіллесового сухожилля.
З 2003 року — директор заводу з виробництва рибних консервів у Новій Одесі «Миколаїврибпром».